# Neonirvana hyalina
Neonirvana hyalina är en insektsart som beskrevs av Paul W. Oman 1936. Neonirvana hyalina ingår i släktet Neonirvana och familjen dvärgstritar. Inga underarter finns listade i Catalogue of Life.